# Ferdinand Custodis
Ferdinand Joseph Friedrich Custodis (* 9. April 1842 in Köln; † 1911 ebenda) war ein deutscher Bildhauer. Sein Werk ist besonders dem Historismus zuzuordnen.

## Leben
Ferdinand Custodis wuchs nach dem frühen Tod seiner Eltern in einer Pflegefamilie auf. Über seine Ausbildung ist nichts überliefert. Ab 1871 arbeitete er im Atelier des Kölner Dombildhauers Peter Fuchs und war an dessen Lebensaufgabe beteiligt, rund 700 Skulpturen für den Kölner Dom zu fertigen. Noch vor der Vollendung der Portalskulpturen an West- und Nordfassade der Hohen Domkirche machte sich Custodis mit der figürlichen Ausstattung zweier Brunnen in Kleve selbständig. Sein Atelier führte Custodis in der Palmgasse 6 in Köln.
Neben einer Vielzahl von skulpturalen Arbeiten sowohl an Sakral- wie Profanbauten war Custodis als Grabmalbauer in und um Köln erfolgreich tätig. So lassen sich allein auf dem Kölner Zentralfriedhof Melaten 22 Grabdenkmäler lokalisieren, die von ihm geschaffen wurden. Ab 1905 führte sein Sohn Friedrich Custodis das Bildhaueratelier weiter. Ferdinand Custodis war mit Agnes Ostermann aus Aachen verheiratet.

## Werke (soweit bekannt)

### Grabanlagen auf dem Melatenfriedhof
Folgende 22 Grabanlagen (gegliedert nach „Datum der Werkausführung/Familienname/Grabmaltyp/Position“) befinden sich auf Melaten:
- 1890: Streiffler/Schulz/Bachern, Figurenstele mit Wangen, Fl. 55, Nr. 94–97
- 1890: Wilfert/v. Thelen/Fröhlich, Kreuzstele, Lit. H, Nr. 245–246
- 1890: Scheben/Muschard, Kreuzstele, Fl. 66, Nr. 38–39
- 1895: Mertens, ehemalige Kreuzstele, Fl. 58, Nr. 66–67
- 1895: Custodis/Thywissen, Stele mit Kissensteinen, HWG, Nr. 336
- 1896: van Broeck, Stele, Fl. 63, Nr. 151–152
- 1896: Weiser, ehemalige Kreuzstele, Fl. 59, Nr. 43–44
- 1899: Bonn/Recht/Taubert, Figurenstele, Fl. R2, Nr. 32–33
- 1901: Endepols, Kreuzstele, Fl. 73, Nr. 36–37
- 1903: Wilz, ehemalige Kreuzstele, Fl. 87, Nr. 196–197
- 1903: Kretzer/Helfrich/Dörr, Kreuzstele mit Wangen, Fl. 67a, Nr. 6
- 1903: Nolden/Guntermann, Kreuzstele, Fl. 80, Nr. 6–7
- 1903: Hartung/Rautenberg, Obelisk, Fl. 89, Nr. 197–198
- 1904: Jost, Kreuzstele mit Wangen, Fl. 82, Nr. 52–55
- 1904: Bosch/Holl/Wild, Obelisk, Fl. 83, Nr. 22–23
- 1904: Schmidting, ehemalige Figurenstele, Fl. W1, Nr. 18–19
- 1905: Waxweiler/v. Rüdgisch, Hochstele, Fl. 67a, Nr. 10
- 1905: Klein/Weier, Kreuzstele, Fl. 77, Nr. 63
- 1907: Meininghaus, Ädikula mit Wangen, Fl. 93, Nr. 36–37
- 1908: Müller, Ädikula, Fl. 73, Nr. 20–21
- 1908: Jost/Mungen/Soddemann, Kreuzstele mit Wangen, Fl. 98, Nr. 18–19
- 1910: Küpper, Stele, Fl. 74, Nr. 20–22

### Weitere Werke
- 1874/75: Kierdorf, Errichtung eines Hauptaltares (Mensa durch F. Custodis, Retabel durch Heinrich Joseph Koulen) für die im neuromanischen Stil erbaute Pfarrkirche St. Martinus
- 1875: Hoffnungsthal (Rösrath), Kriegerdenkmal auf dem ehemaligen Volberger Kirchhof für die Gefallenen von 1870/71[4]
- 1875: Hoffnungsthal (Rösrath),  Grabmal von Christoph Heinrich Theodor Müllenbach, auch als Volberger Engel bekannt[5]
- 1878: Kleve, Brunnen für Otto den Schützen, Entwurf von Vincenz Statz unter Beteiligung von Edward von Steinle und dem Klever Steinmetzen Grod, der für die architektonischen Bildhauerarbeiten verantwortlich war.[1] Der Brunnen war zunächst Ecke Kirchstraße/Hagsche Straße aufgestellt, wurde 1916 an das Ende des Prinzenhofes versetzt und ist durch den Zweiten Weltkrieg (1944) zerstört worden.[6]
- 1881/82: Kleve, Schwanenritterbrunnen, Entwurf von Vincenz Statz unter Beteiligung von Edward von Steinle.[1][7]
- 1887: Köln, Skulpturenschmuck am Mutterhaus der Cellitinnen nach der Regel des hl. Augustinus in der Severinstraße. Nach dem Zweiten Weltkrieg sind lediglich die Gewandfiguren von Maria, Josef und des Hl. Augustinus erhalten geblieben. Seit 2004 im Skulpturengarten des Augustinerinnen-Krankenhauses in Köln aufgestellt.[8]
- 1890–1892: Köln, Engelsfiguren für den Pfarraltar in St. Severin[9]
- 1891–1896: Köln, Beteiligung an der bildhauerischen Ausstattung von Neu-St. Heribert in Köln-Deutz[1]
- 1892–1901: Köln, Beteiligung an der Herstellung der Figuren für den Kölner Rathausturm[1]
- 1894: Köln, Figuren von Severin, Cornelius, Cyprianus und Bruno über dem Westportal von St. Severin[10]
- 1900: Geldern, Skulptur der Kreuzabnahme in der Kath. Pfarrkirche St. Maria Magdalena (SQA)[11]

## Bilder von Grabsteinen
Die nachfolgenden Grabsteine stehen unter Denkmalschutz.

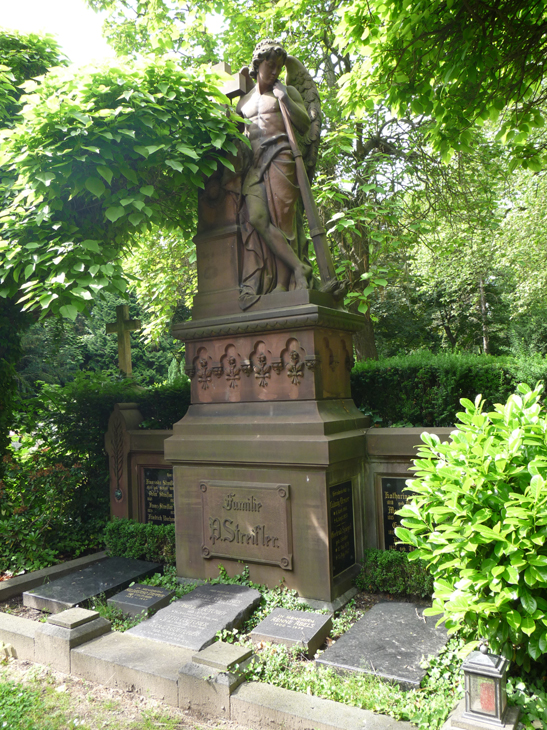
Figurenstele m. Wangen Flur 55, 94–97
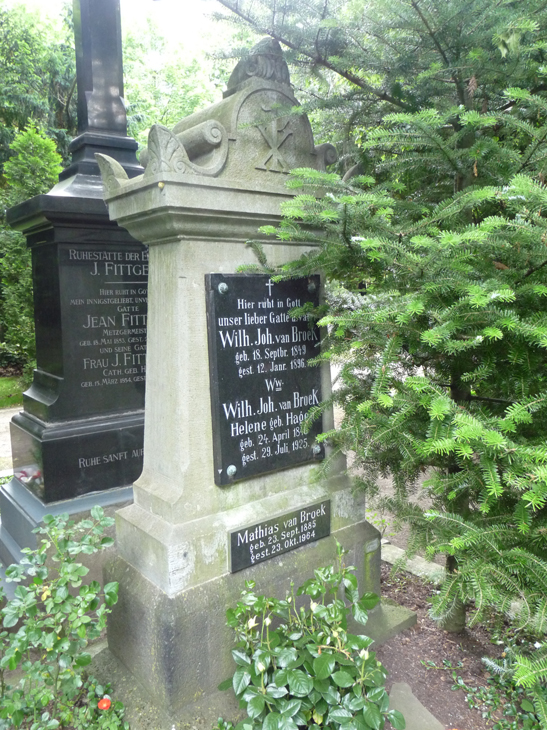
Stele Flur 63, 151–152
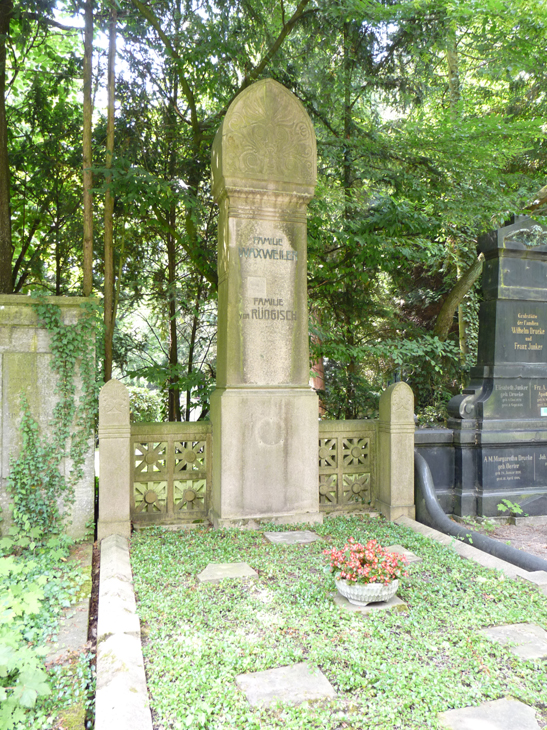
Hochstele Flur 67a, 10
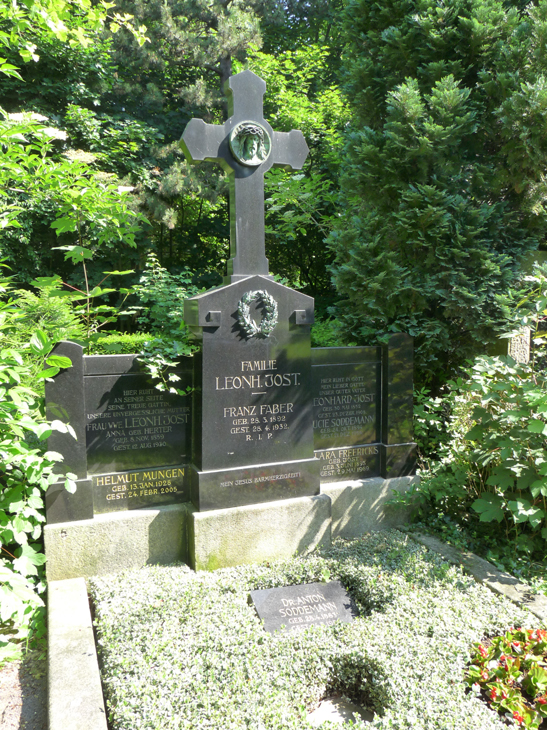
Kreuzstele m. Wangen Flur 98, 18–19
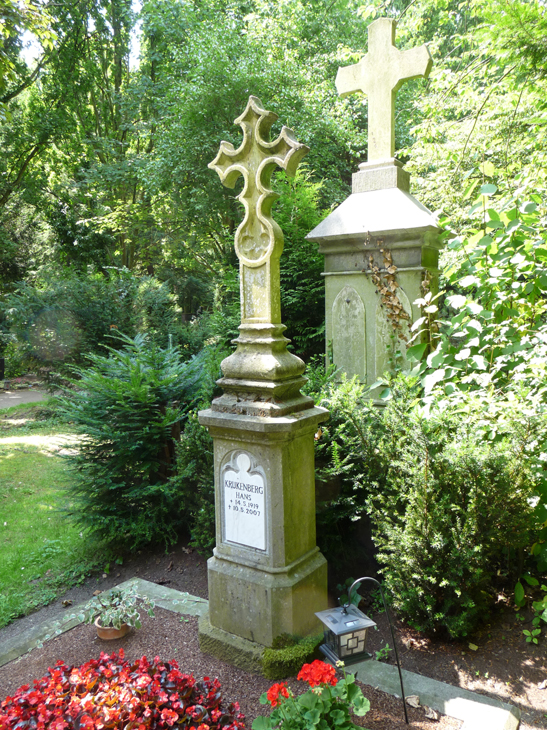
Kreuzstele Lit. H, 245–246
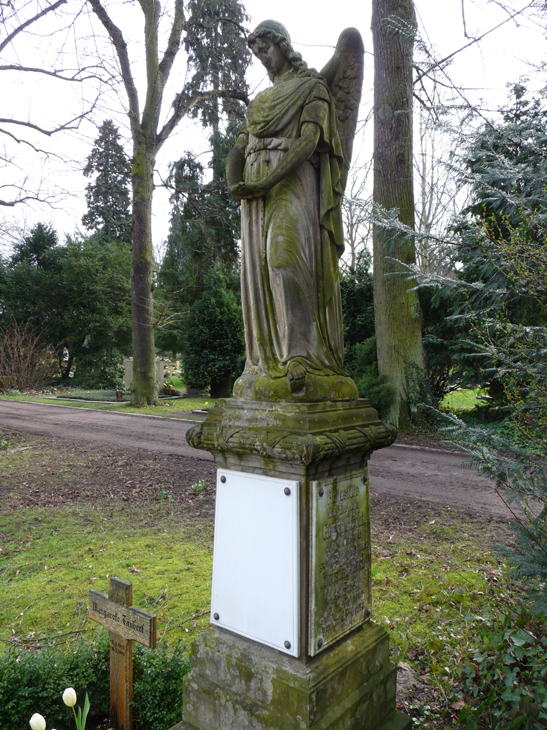
Figurenstele Fl. R2, 32–33
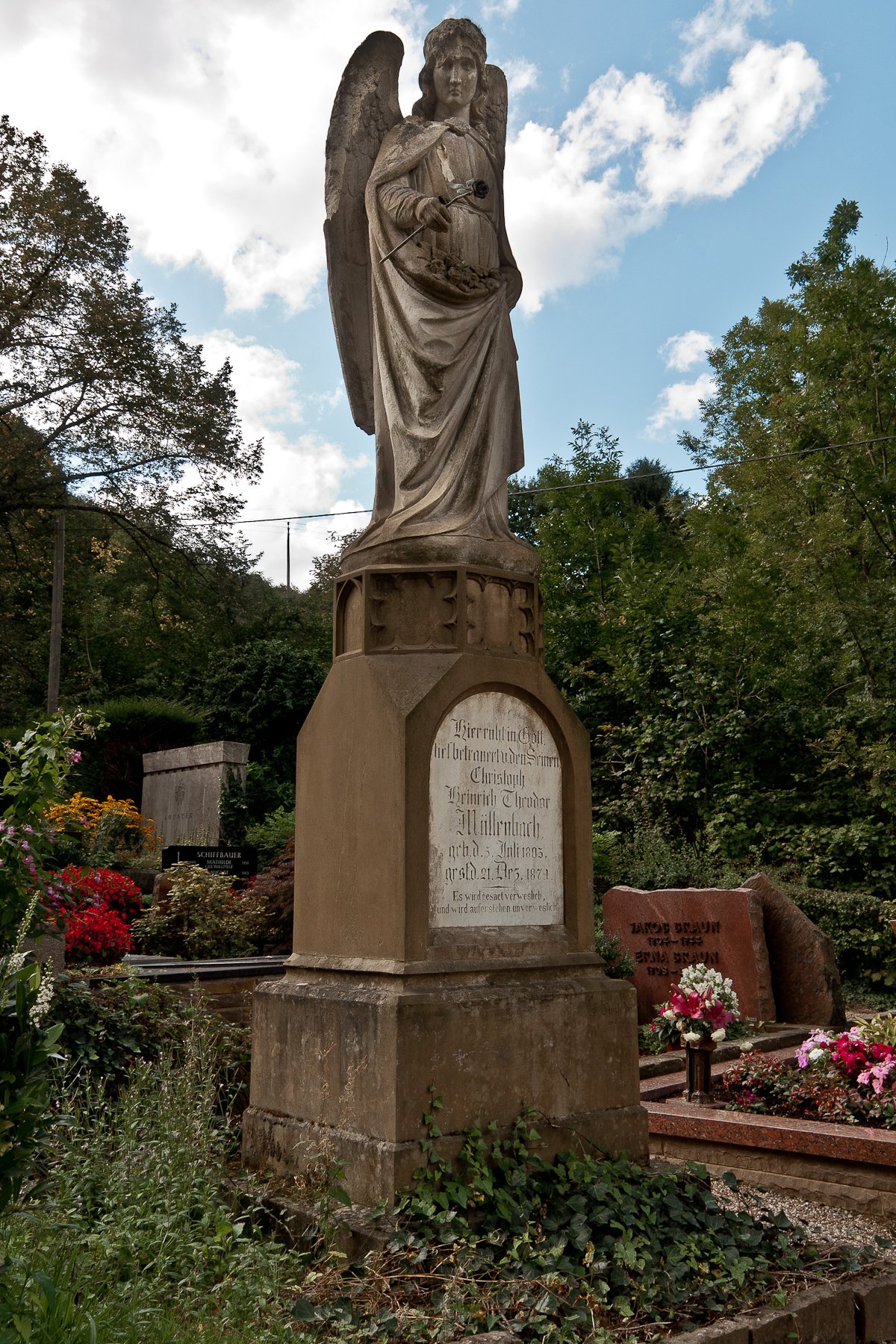
Grabmal Müllenbach, Friedhof Hoffnungsthal